# Maximilian Leichtlin
Maximilian Leichtlin (* 20. Oktober 1831 Karlsruhe; † 3. September 1910 Baden-Baden) war ein badischer, deutscher Gärtner und Botaniker.
Sein botanisches Autorenkürzel lautet „Leichtlin“.

## Leben
Leichtlin verbrachte seine Kindheit in Karlsruhe, wo er die Schule besuchte und eine Lehre im Botanischen Garten absolvierte. Nach der Lehre begann er, die Welt zu bereisen (u. a. England, Argentinien, Brasilien). Danach arbeitet er 2 Jahre lang in der Gärtnerei von Louis van Houtte in Gent. 1858 trat er n die väterliche Papierwarenhandlung in Karlsruhe ein. 1873 zog er nach Baden-Baden, wo er auch als Stadtrat wirkte, und gründete dort einen privaten botanischen Garten, in dem er seltene Pflanzen kultivierte. Er spezialisierte sich vor allem auf Zwiebelgewächse. Später begann er, verschiedener Orchideenarten zu kreuzen und beschrieb etwa 60 neue Hybriden.

## Dedikationsnamen
Mehrere Pflanzenarten wurden nach ihm benannt. Beispiele sind:
- Leichtlin-Prärielilie (Camassia leichtlinii) aus der Gattung der Prärielilien
- Lilium leichtlinii aus der Gattung der Lilien (Lilium)
- Crocus leichtlinii ein Krokus